# Achille Bizzoni
Achille Bizzoni (Pavia, 5 maggio 1841 – Milano, 21 settembre 1903) è stato un giornalista, scrittore e patriota italiano.

## Biografia
Studiò Giurisprudenza nell'Università degli Studi di Pavia ma non completò gli studi: nel 1859 si arruolò nell'esercito del Regno di Sardegna e due anni più tardi partecipò all'assedio di Gaeta (episodio finale dei combattimenti tra le forze borboniche e le truppe piemontesi che seguirono l'impresa dei Mille), ottenendo una medaglia al valore.
Prese parte anche alla terza guerra d'indipendenza ove, nel corso dell'offensiva di Garibaldi nel Trentino, fu aiutante di campo di Enrico Cairoli.
La sua attività giornalistica iniziò nel 1867 quando assunse la direzione del periodico milanese Il Gazzettino, ribattezzato da Bizzoni Il Gazzettino rosa. La sua direzione fu presto interrotta: sostituito da Felice Cavallotti, partecipò come volontario, nello stesso anno, a un nuovo tentativo di Garibaldi di liberare Roma, tentativo conclusosi il 3 novembre con la sconfitta di Mentana. Bizzoni, per sottrarsi a un mandato di cattura, dovette fuggire a Lugano. Ripresa la direzione del periodico nel 1868, vi scrisse diversi articoli di polemica anticlericale prima in forma anonima e poi utilizzando lo pseudonimo di Fortunio.
Nel 1871, ancora con Garibaldi, partecipò alla guerra franco-prussiana in difesa della Francia repubblicana. Questa sua esperienza sarà poi ricordata in un libro di memorie edito nel 1874.
Dopo la chiusura nel 1873 del Gazzettino rosa, si trasferì a Genova ove l'anno successivo divenne direttore del Popolo, quotidiano di sinistra polemico contro il repubblicanesimo radicale, orientamento politico assai diffuso nel capoluogo ligure.
Nell'estate del 1875 prese parte all'insurrezione della Bosnia contro l'Impero ottomano. Tornato al lavoro giornalistico, la pubblicazione di accuse non provate contro un gruppo di repubblicani provocarono nel 1878 il suo allontanamento dalla direzione del giornale genovese.
Successivamente, fino alla fine del 1879 quando cessarono le pubblicazioni, assunse la direzione del periodico d'ispirazione democratica sociale Bandiera. Passò poi alla Provincia pavese, e nel 1884 fondò  un periodico milanese di genere letterario Commedia che, dopo il trasferimento della redazione a Roma nel 1888, chiuse definitivamente l'anno successivo.
Chiamato nel 1890 da Edoardo Sonzogno, divenne inviato speciale del milanese Il Secolo, allora il più diffuso quotidiano nazionale. Nel 1894, a seguito dell'inchiesta sullo scandalo della Banca Romana, vennero alla luce i suoi rapporti con il presidente della banca Bernardo Tanlongo. L'editore Sonzogno ritenne allora opportuno sostituirlo e inviarlo in Africa per seguire le imprese coloniali.
Nel gennaio 1896, il maggior generale Mario Lamberti, che sarà poco dopo vicegovernatore dell'Eritrea dall'aprile all'agosto 1896, lo costrinse a tornare in Italia con un decreto formale di espulsione, perché aveva assunto un atteggiamento critico nei confronti della guerra di Abissinia e si opponeva alle scelte del governo della colonia.
Tornato in Italia, continuò ancora l'opposizione alla politica del governo. Nel 1898 Bizzoni fu uno dei padrini del suo amico Cavallotti nel duello che in un giardino privato di Roma, il 6 marzo, costò la vita al deputato radicale. L'episodio contribuì a quell'inasprimento degli animi che condusse, nel maggio successivo, ai tragici fatti milanesi e alla feroce repressione di Bava Beccaris.
Giornalista tra i più rilevanti del suo tempo pur di non pari autorevolezza, membro della Massoneria, trascorse i suoi ultimi anni di vita dimenticato e in difficoltà economiche. Morì a Milano nel 1903 a sessantadue anni d'età.
Sono dedicate al suo nome una via di Roma (quartiere Collatino) e una di Milano (quartiere Maggiolina).

## Produzione letteraria
Bizzoni, oltre all'attività di giornalista e alle numerose partecipazioni a fatti d'arme, scrisse libri di memorie, d'impegno politico e romanzi ove si manifestano ancora quei motivi polemici tipici del suo impegno giornalistico. Tra i primi si può citare Impressioni di un volontario all'esercito dei Vosgi del 1874, ricordi della sua esperienza, già citata, di volontario nella guerra franco-prussiana. Nel romanzo L'onorevole, 1895, esprime una critica serrata ai modi e riti del parlamentarismo che si erano andati consolidando nel giovane Regno d'Italia. Garibaldi nella sua epopea, lasciato inedito, fu poi pubblicato da Sonzogno nel 1905 e ristampato più volte sino al 1941. Tradusse, inoltre, la celebre Storia della rivoluzione francese dello storico d'oltralpe Jules Michelet, pubblicata da Sonzogno nel 1898.

## Opere
- Impressioni di un volontario all'esercito dei Vosgi, Milano, Sonzogno, 1871.
- L'autopsia di un amore. Studio dal vero, Lodi, Società cooperativa-tipografica, 1872.
- Antonio. Racconto d'amore, Milano, Sonzogno, 1874.
- Milano e i suoi tre santi. Considerazioni, Milano, [s.n.], 1874.
- Re Quan Quan e la sua corte. Millesimaterza notte tradotta dall'arabo, Milano, Tipografia Gattinoni, 1874.
- I salvatori e la stampa. Parole di Achille Bizzoni, Genova, Tipografia economica, 1876.
- Rapallo e i suoi dintorni, Genova, Stab. tipografico del movimento, 1880.
- Sestri Ponente e suoi dintorni, Ricordo del Grand'Hotel Sestri, Genova, Stab. tipografico del movimento, 1881.
- Garibaldi narrato al popolo, Milano, Tipografia Sociale E. Reggiani e C., 1883.
- Les femmes qui aiment, Paris, E. Lalouette, 1883.
- Un matrimonio dietro le scene della commedia sociale, Milano, Sonzogno, 1886.
- L'onorevole, Milano, Sonzogno, 1895.
- L'Eritrea nel passato e nel presente. Ricerche, impressioni, delusioni di un giornalista, Milano, Sonzogno, 1897.
- Felice Cavallotti nella vita e nelle opere, Milano, Societa editrice lombarda, 1898.
- Il dramma Alfredo Dreyfus narrato da Fortunio, Milano, Sonzogno, 1899.
- All'Asmara, Milano, Sonzogno, 1900.
- Da Napoli a Saberguma, Milano, Sonzogno, 1900.
- Fata Morgana. Fantasticheria, Milano, Sonzogno, 1900.
- Garibaldi nella sua epopea, 3 voll., Milano, Sonzogno, 1905.

### Traduzioni
- Jules Michelet, Storia della rivoluzione francese, Milano, Sonzogno, 1898.

### Testi digitalizzati consultabili in rete
- L'autopsia di un amore. Studio dal vero, volume secondo, Lodi, 1872. (Google libri)
- Impressioni di un volontario all'esercito dei Vosgi, Milano 1874. (Google libri)